# Цикл контакта
Цикл конта́кта — базовое понятие гештальт-терапии, разработано Полом Гудманом в его «Теории self». Пол Гудман выделяет в любом действии четыре основные фазы: преконтакт, контактирование (contacting), полный контакт (final contact) и постконтакт (или «отступление»).
Предложенная П. Гудманом и Ф. Перлзом модель цикла контакта оставалась практически неизменной с момента её основания, подвергаясь лишь незначительным модификациям и уточнениям.
На протяжении нескольких десятилетий развития теории и практики гештальт-терапии концепция контакта П. Гудмана и Ф. Перлза постоянно уточнялась и дополнялась, однако основные принципиальные её положения оставались неизменными. 
В настоящее время в теории гештальт-терапии существует множество представлений о цикле контакта. Классической моделью воспользовались, внеся в неё изменения, многие теоретики и практики гештальт-терапии: Дж. Зинкер, М. Катцев, И. Польстер, М. Польстер, Н. Салате, С. Гингер, Т. Берли и др.

## Концепция цикла контакта
Традиционная концепция цикла контакта основывается на постулировании принципа, который описывает особенности процесса удовлетворения человеком своих потребностей и в основе которого лежит идея о том, что приобретение опыта индивидом предполагает динамику некоторых его этапов. Сами авторы (П. Гудман и Ф. Перлз) пишут: «Мы наметили следующую последовательность фонов и фигур в процессе творческого приспособления:
1. Преконтакт. На этом этапе тело является фоном, а телесные влечения и средовые стимулы — „фигурой“; это „данности“, или ид опыта.
2. Контактирование. Принимая данности и используя их энергию, самость приближается, оценивает, манипулирует и т. д. набором объективных возможностей. Это активная и произвольная деятельность по отношению как к телу, так и к среде — использование ego-функции.
3. Финальный контакт. Спонтанное, бескорыстное, среднего залога отношение с достигнутой фигурой.
4. Постконтакт. Уменьшенная самость».[2]

Отметим, что этапу преконтакта соответствует фигура в виде телесных ощущений, маркирующих актуальную потребность. На этапе контактирования она уходит в фон, позволяя появиться новой фигуре в виде ресурсов окружающей среды. Финальный контакт знаменуется трансформацией фигуры, которой теперь выступает выбранный для удовлетворения потребности объект, и, наконец, в постконтакте фигура и фон исчезают снова в недифференцированном поле.

## Фазы цикла контакта

### Преконтакт
Контакт со своим внутренним полем. В этой фазе происходит опознавание потребности через чувства, ощущения, переживания себя, встреча с потребностью («что я хочу»).

### Контактирование
Контакт с внешней средой. Поиск возможности удовлетворения потребности в этой среде или понимание невозможности удовлетворения в этой среде. А также дифференцирование — насколько возможно удовлетворение, а насколько нет.
При невозможности удовлетворения человек возвращается на первую фазу цикла. И вновь начинается поиск — от кого/чего могу или хочу получить удовлетворение потребности.

### Финальный контакт
Встреча с потребностью и объектом её удовлетворения. Большая активность в этой фазе направлена не на переживание себя, а на объект удовлетворения потребности

### Постконтакт
Ассимиляция удовлетворения и выход из контакта (насыщение). Угасание возбуждения и активности.

## Прерывания контакта
Дополнительной к этой базовой концепции, но неотъемлемо присутствующей в работах как классиков гештальт-подхода, так и современных авторов выступает идея прерываний контакта, которые привязаны к определённым этапам рассматриваемого цикла. Прерывания представляют собой способ нарушения естественного («здорового») течения контакта организм—среда.
Пятёрку наиболее распространённых механизмов составляют: слияние (конфлуэнция), интроекция, проекция, ретрофлексия, эготизм.
По мнению самого П. Гудмана, до фокусирования возбуждения возникает конфлуэнция, в процессе возбуждения — интроекция, в момент столкновения с окружающей средой — проекция, в процессе конфликта и разрушения — ретрофлексия, во время финального контакта — эготизм.
С. Гингер пишет: «Только ясное различение доминантной для меня в данный момент фигуры позволит мне удовлетворить мои потребности, а её последующее растворение (или отсутствие) освободит меня для новых актов физической и умственной деятельности. Известно, что неразрывный поток последовательных циклов в гештальт-терапии определяет состояние "здоровья"».